# Тоё бунко
Тоё бунко (яп. 東洋文庫, англ. The Oriental Library и Toyo Bunko) — специализированная востоковедческая библиотека и исследовательский институт, расположенный в Бункё-ку, Токио.
В библиотеке собрана исследовательская литература, посвящённая истории и культуре Востока. Библиотека поддерживает связи с зарубежными научно-исследовательскими учреждениями. Среди них Европейский консорциум по полевым исследованиям в Азии (ECAF), Французский институт Дальнего востока, тайваньская Academia Sinica, Центр ЮНЕСКО по изучению культуры Восточной Азии и пекинский университет Гарвард-Яньцзин .

## История
История основания Тоё Бунко, начинается с 1917 года, когда Ивасаки Хисая, третий президент дзайбацу Мицубиси, выкупил огромную коллекцию западных книг о Китае, принадлежащую Джорджу Эрнесту Моррисону, который служил политическим консультантом в канцелярии тогдашней Китайской Республики . Ивасаки стал дополнять коллекцию Моррисона книгами о странах Азии на японском и китайском, а в дальнейшем и на других азиатских языках. В 1924 году был зарегистрирован фонд Тоё бунко. Первым директором стал Иноуэ Дзюнноскэ, который до того же года занимал пост министра финансов Японии . Сам Ивасаки не занимался управлением библиотекой, но щедро предоставлял финансирование на закупку необходимых изданий. При содействии зарубежных филиалов конгломерата Мицубиси редкие и важные книги о Востоке закупались за границей и доставлялись в Японию.
Библиотечные фонды постепенно пополнялись, исследовательский отдел занимался публикацией новых исследований и установлением связей с зарубежными исследовательскими учреждениями. Однако после ликвидации дзайбацу в 1945 году, библиотека потеряла финансирование Мицубиси и оказалась на грани разорения. В 1947 году, благодаря усилиям директора Сидэхара Кидзюро, бывшего премьер-министра Японии, библиотека Тоё бунко получила поддержку от Парламента Японии и в 1948 года вместе с библиотекой Сэйкадо начала функционировать в качестве отделения Национальной парламентской библиотеки.
Позже библиотека Сэйкадо стала экономически независимой и получила отдельный статус, а библиотека Тоё бунко продолжала оставаться в статусе отделения Национальной парламентской библиотеки до 2009 года. В настоящее время Тоё бунко имеет статус специального фонда общественного значения, и его деятельность ведётся за счёт собственных активов, пожертвований «Мицубиси груп» и государственных субсидий.
Пост директора Тоё бунко занимали такие известные деятели, как Сиратори Куракити, Кидзюро Сидэхара и Хосокава Моритацу. По состоянию на 2012 год главным директором фонда Тоё бунко был Минору Макихара, а директором библиотеки Тоё бунко — Ёсинобу Сиба. Управление осуществляется на основе решений директората и совета попечителей, штатная работа выполняется сотрудниками библиотечного, исследовательского, музейного отделов и отдела и отдела по общим вопросам. Также в структуре фонда есть штатные исследователи (в основном консультанты и эксперты, почетные профессора университетов).
В 1961 году по просьбе ЮНЕСКО к Тоё бунко был прикреплен Центр культуры Восточной Азии ЮНЕСКО, основной задачей которого было ознакомить мир с тенденциями в культуре Азии и востоковедческими исследованиями. Центр закрылся в 2003 году.
20 октября 2011 года было открыто новое здание музея Тоё Бунко.

## Библиотечный фонд
С самого учреждения Тоё бунко в её собрания включались издания на разных языках. Около 40 % собрания Тоё бунко составляют китаеязычные издания, 30 % европейские издания, 20 % японские издания и 10 % составляют издания на других азиатских языках (тибетский, тайский, арабский, персидский и турецкий). Это одна из крупнейших библиотечных коллекций в Японии.
Общее число всех видов материалов составляет около 950 000 единиц, в том числе 5 единиц входят в список национальных сокровищ Японии и 7 единиц в список предметов высокой культурной ценности .
Кроме того, в качестве особых коллекций в фонд Тоё бунко входят коллекция Моррисона-старшего, в основном представленная изданиями о Китае на европейских языках, коллекция Моррисона-младшего, состоящая из материалов о Юго-Восточной Азии, собранных сыном Моррисона. Также среди таких коллекций и собрание старинных японоязычных книг Ивасаки Хисая. Входят в этот список и личные коллекции, собранные директорами Тоё бунко, например, Эноки Кадзуо и разными зарубежными исследователями .
Для получения доступа к материалам библиотеки нужно являться как минимум студентом университета. Раньше для непрерывного доступа к материалам библиотеки требовался специальный читательский билет, но на данный момент можно получить доступ, предъявив удостоверение личности. Доступ к материалам предоставляется бесплатно, но выдача материалов на руки невозможна. Также библиотека предоставляет услуги по копированию материалов, но с ограничениями и за относительно высокую цену.

## Исследовательская деятельность
В 2003 году был реорганизован исследовательский отдел Тоё бунко. В результате, он был поделен на два больших направления. Первое связано с историческими и культурными исследованиями в рамках традиционно сложившихся регионов и временных периодов. Цель второго направления — проводить инновационные исследования, посвящённые азиатскому макрорегиону. Оба направления поделены на 5 групп, специалисты в составе каждой группы занимаются как индивидуальными, так и общими исследованиями.
С исследовательским отделом Тоё бунко аффилированы десятки исследователей, но большинство из них работают по совместительству, и их труд не оплачивается.
Также в Тоё бунко занимаются издательской деятельностью: публикуют результаты исследований специалистов исследовательского отдела; издают исправленные версии материалов, входящих в фонд библиотеки и исследования, посвященные им. Выходит в свет и периодическое издание — специализированный востоковедческий журнал «Тоё гакухо» (яп. 東洋学報). С целью популяризации японского востоковедения на Западе, в рамках серии «Memoirs of the Research Department of the Toyo Bunko» (яп. 東洋文庫欧文紀要) выходят переводы статей различных японских исследователей в переводе на английской язык.
Кроме того, в Тоё бунко проводятся публичные лекции по востоковедению.

## Директора библиотеки
- (1924—1932) Иноуэ Дзюнноскэ
- (1932—1939) Кирисима Сёнити, Хаяси Гонсукэ
- (1939—1947) Сиратори Куракити, Симидзу Киёси
- (1947—1951) Сидэхара Кидзюро
- (1951—1974) Хосокава Моритацу
- (1974—1985) Цудзи Наосиро
- (1985—1990) Эноки Кадзуо
- (1990—2001) Китамура Хадзимэ
- (2001—2007) Сиба Ёсинобу
- (2007-…) Макихара Минору

## Ценные экспонаты

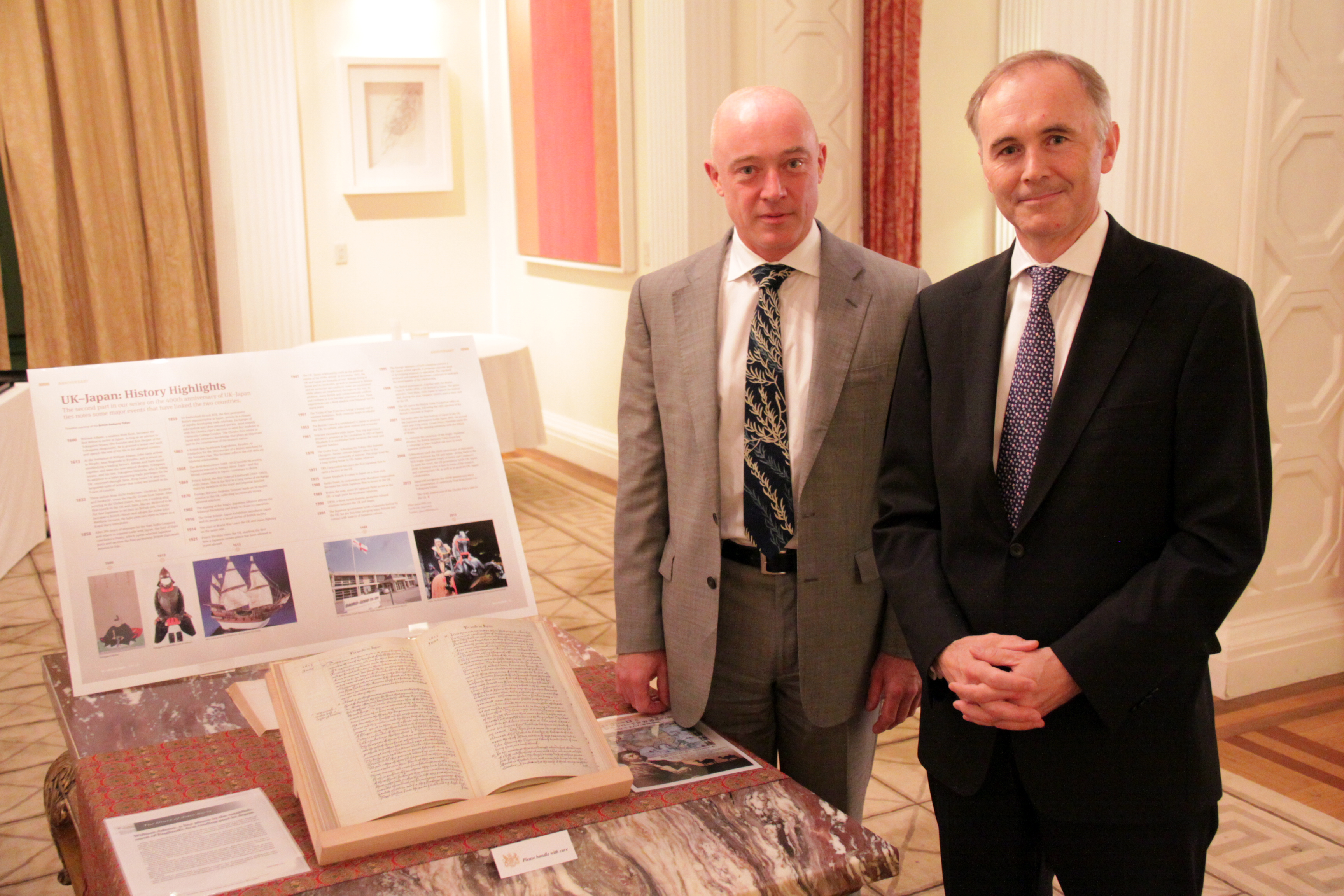
Реплика «Путешествия Джона Сариса в Японию» из коллекции Тоё Бунко (слева), выставленная в резиденции британского посла в Японии в ознаменование 400-летия связей между Японией и Великобританией. С изданием ознакомились профессор Таймон Скрич (в центре) из Школы восточных и африканских исследований Лондонского университета и Тим Хитченс (справа), Чрезвычайный и Полномочный Посол Соединенного Королевства в Японии.

### Национальные сокровища Японии
- Шан-шу, свиток с главами № 3, 5, 12 (эпоха Тан)
- Ши цзин, свиток с главой № 6 (эпоха Тан)
- Чуньцю цзоши цзинчжуань цзицзе, свиток № 11 (период Хэйан)
- Ши цзи (записано Такаяма Терамото), Книга Ся (гл. № 2), Книга Цинь (гл. № 5) (эпоха Хэйан)
- антология Вэнь сюань, свиток № 7 (эпоха Хэйан)

### Объекты культурного достояния
- Ли цзи, свиток № 5 (1008)
- Лунь юй (1268)
- Лунь юй цзицзе, сборник комментариев к сочинению Лунь юй (1315)
- Шан-шу, свиток № 6 (1330)
- Doctrina Christiana, католический катехизис, одна из первых книг изданных на Филиппинах (1592)
- Путевые записи капитана Джон Сариса о путешествии в Японию, рукопись (1614)